# Социјалистички савез радног народа Србије
Социјалистички савез радног народа Србије (скраћено: ССРНС) био је масовна друштвено-политичка организација која је од 1944. до 1990. деловала у Социјалистичкој Републици Србији, као републичка организација Социјалистичког савеза радног народа Југославије.
Настао је 14. новембра 1944. под називом Уједињени народноослободилачки фронт Србије, а након Првог конгреса Народног фронта Југославије, августа 1945. променио је назив у Народни фронт Србије. Настао је на платформи окупљања организација и појединаца, који су током Другог светског рата помагали Народноослободилачки покрет (НОП). На Четвртом конгресу, априла 1953. променио је назив у Социјалистички савез радног народа.
Као и остале друштвено-политичке организације у СФР Југославији, налазио се под контролом и доминацијом Савеза комуниста. У његовом саставу налазиле су се две покрајинске организације, које су деловале у САП Војводини и САП Косову. На челу организације налазио се најпре Главни одбор, а потом од 1967. Републичка конференција ССРН. Лист Политика био је званични лист ССРН Србије.
Након распада СКЈ, руководства Социјалистиког савеза и Савеза комуниста Србије донеле су одлуку о уједињењу у јединствану политички партију и 17. јула 1990. формирале Социјалистику партију Србије (СПС).

## Конгреси
- Оснивачка скупштина Јединственог народноослободилачког фронта Србије — одржана у Београду 14. новембра 1944.[1]
- Први конгрес Народног фронта Србије — одржан у Београду од 16. до 17. марта 1947.[2]
- Други конгрес Народног фронта Србије — одржан у Београду 20. и 21. марта 1948.[3]
- Трећи конгрес Народног фронта Србије — одржан у Београду 25. и 26. фебруара 1950.[4]
- Четврти конгрес Народног фронта Србије — одржан у Београду 9. и 10. априла 1953.[5]
- Пети конгрес Социјалистичког савеза радног народа Србије — одржан у Београду од 24. до 26. новембра 1960.[6]
- Шести конгрес Социјалистичког савеза радног народа Србије — одржан у Београду од 22. до 24. фебруара 1966.[7]

## Лидери
| Преглед руководећих личности Социјалистичког савеза радног народа Србије | Преглед руководећих личности Социјалистичког савеза радног народа Србије | Преглед руководећих личности Социјалистичког савеза радног народа Србије | Преглед руководећих личности Социјалистичког савеза радног народа Србије | Преглед руководећих личности Социјалистичког савеза радног народа Србије |
| број                                                                     | име и презиме                                                            | почетак мандата                                                          | крај мандата                                                             | напомена                                                                 |
| ------------------------------------------------------------------------ | ------------------------------------------------------------------------ | ------------------------------------------------------------------------ | ------------------------------------------------------------------------ | ------------------------------------------------------------------------ |
| 1                                                                        | Станоје Симић                                                            | 14. новембар 1944.                                                       |                                                                          |                                                                          |
| 2                                                                        | Благоје Нешковић                                                         | 1945.                                                                    | 17. март 1947.                                                           |                                                                          |
| 2                                                                        | Благоје Нешковић                                                         | 17. март 1947.                                                           | 21. март 1948.                                                           |                                                                          |
| 2                                                                        | Благоје Нешковић                                                         | 21. март 1948.                                                           | 5. септембар 1948.                                                       |                                                                          |
| 3                                                                        | Петар Стамболић                                                          | 5. септембар 1948.                                                       | 19. фебруар 1949.                                                        |                                                                          |
| 3                                                                        | Петар Стамболић                                                          | 19. фебруар 1949.                                                        | 26. фебруар 1950.                                                        |                                                                          |
| 3                                                                        | Петар Стамболић                                                          | 26. фебруар 1950.                                                        | 11. април 1953.                                                          |                                                                          |
| 3                                                                        | Петар Стамболић                                                          | 11. април 1953.                                                          | 23. мај 1957.                                                            |                                                                          |
| 4                                                                        | Јован Веселинов                                                          | 23. мај 1957.                                                            | 26. новембар 1960.                                                       |                                                                          |
| 5                                                                        | Душан Петровић Шане                                                      | 26. новембар 1960.                                                       | 22. јун 1963.                                                            |                                                                          |
| 6                                                                        | Михаило Швабић                                                           | 22. јун 1963.                                                            | 24. фебруар 1966.                                                        |                                                                          |
| 6                                                                        | Михаило Швабић                                                           | 24. фебруар 1966.                                                        | 26. мај 1967.                                                            |                                                                          |
| 7                                                                        | Драги Стаменковић                                                        | 26. мај 1967.                                                            | 19. јун 1969.                                                            |                                                                          |
| 7                                                                        | Драги Стаменковић                                                        | 19. јун 1969.                                                            | 27. децембар 1971.                                                       |                                                                          |
| 8                                                                        | Предраг Ајтић                                                            | 27. децембар 1971.                                                       | 6. март 1973.                                                            | поднео оставку                                                           |
| 9                                                                        | Душан Чкребић                                                            | 22. јун 1973.                                                            | 20. мај 1974.                                                            |                                                                          |
| 10                                                                       | Кољ Широка                                                               | 20. мај 1974.                                                            | 30. мај 1975.                                                            |                                                                          |
| 11                                                                       | Филип Матић                                                              | 30. мај 1975.                                                            | 25. октобар 1978.                                                        |                                                                          |
| 12                                                                       | Драгомир Милојевић                                                       | 25. октобар 1978.                                                        | 9. јануар 1981.                                                          |                                                                          |
| 12                                                                       | Драгомир Милојевић                                                       | 9. јануар 1980.                                                          | 27. јануар 1981.                                                         |                                                                          |
| 13                                                                       | Жика Радојловић                                                          | 27. јануар 1981.                                                         | 11. фебруар 1982.                                                        |                                                                          |
| 14                                                                       | Вукоје Булатовић                                                         | 11. фебруар 1982.                                                        | 27. јануар 1983.                                                         |                                                                          |
| 15                                                                       | Жика Радојловић                                                          | 27. јануар 1983.                                                         | 29. фебруар 1984.                                                        |                                                                          |
| 15                                                                       | Жика Радојловић                                                          | 29. фебруар 1984.                                                        | 28. март 1985.                                                           |                                                                          |
| 16                                                                       | Богдан Трифуновић                                                        | 28. март 1985.                                                           | 2. јул 1986.                                                             |                                                                          |
| 16                                                                       | Богдан Трифуновић                                                        | 2. јул 1986.                                                             | 24. мај 1989.                                                            |                                                                          |
| 17                                                                       | Радмила Анђелковић                                                       | 8. јун 1989.                                                             | 17. јул 1990.                                                            |                                                                          |